# Enrico Coen
Pour les articles homonymes, voir Coen.
Enrico Sandro Coen (né le 29 septembre 1957) est un biologiste britannique qui étudie les mécanismes utilisés par les plantes pour créer des structures florales complexes et variées. Les recherches de Coen visent à définir les règles de développement qui régissent la croissance des fleurs et des feuilles à la fois au niveau cellulaire et dans l'ensemble de la plante afin de mieux comprendre l'évolution. Il combine des études moléculaires, génétiques et d'imagerie avec des modèles démographiques et écologiques et des analyses informatiques pour comprendre le développement des fleurs .

## Jeunesse et éducation
Le père d'Enrico Coen est physicien et sa mère chimiste. Coen développe un intérêt pour la biologie à 15 ans après avoir lu un livre de biochimie intitulé "La chimie de la vie". Attiré par l'analyse abstraite, il est indécis entre poursuivre la chimie ou la génétique et se décide finalement pour la génétique parce que les cours commençaient plus tard et qu'il y avait « du café pour les examens » .
Après avoir obtenu son diplôme du King's College, Cambridge en 1979, Coen reste à Cambridge pour poursuivre ses études de doctorat. En 1982, il obtient un doctorat pour des recherches sur la drosophile supervisées par le généticien Gabriel Dover sur l'évolution et la fonction des gènes nécessaires à la fabrication de l'ARN ribosomal dans les lignées de mouches des fruits, qui ont été sélectionnées pour le nombre de poils sur leur abdomen.

## Carrière
Coen décide d'étudier le mécanisme des supergènes, des groupes de gènes agissant ensemble pour affecter à la fois l'évolution et le développement. Comme l'un des supergènes les mieux définis se trouve dans les primevères, il rédige une proposition et est accepté comme chercheur dans le laboratoire du biologiste végétal Dick Flavell au Plant Breeding Institute de Cambridge.
Après un an (1983/4), il cherche un système végétal différent pour poursuivre ses recherches au John Innes Center de Norwich qui étudie Antirrhinum, communément appelé muflier, et est embauché avec sa collègue Cathie Martin pour rejoindre le laboratoire de Brian Harrison et Rosemary Carpenter . Coen crible des mufliers pour des mutants de développement avec des sépales au lieu de pétales et des carpelles au lieu d'étamines, causés par des insertions de transposon. Il découvre finalement que trois classes de gènes contrôlent le développement des verticilles chez les mufliers de type sauvage : la classe A contrôle l'identité des sépales, l'identité des pétales des classes A et B, l'identité des étamines B et C et l'identité du carpelle C seul . En collaboration avec Elliot Meyerowitz du California Institute of Technology, il crée des simulations informatiques de la façon dont les cellules végétales et leurs gènes interagissent pour diriger la formation des fleurs et contrôler la couleur . En 1994, il publie des preuves de l'unité et de la logique du développement floral à travers les espèces au niveau moléculaire, tout comme les laboratoires de Meyerowitz, de Zsuzsanna Schwarz-Sommer et Hans Sommer à l'Institut Max Planck de Cologne.
Dans les années 1990, il collabore avec Przemysław Prusinkiewicz, un informaticien connaissant le développement biologique à l'Université de Calgary et d'autres techniques de modélisation informatique pour relier l'activité des gènes aux modèles de croissance et de géométrie ,.

## Travaux
Coen écrit plusieurs livres, dont Cells to Civilizations: The Principles of Change That Shape Life  dans lequel il postule les sept ingrédients qui façonnent la vie : variation de la population, persistance, renforcement, compétition, coopération, richesse combinatoire et récurrence ,,,.
Il obtient la Médaille d'or EMBO (1996), la Médaille linnéenne (1997). En 1998, Coen est élu membre de la Royal Society (FRS)  et est associé étranger de NAS (2001). En 2003, il est nommé CBE pour les services à la génétique végétale. En 2004, Coen remporte la médaille Darwin, avec Rosemary Carpenter. En 2012, il devient président de la Société de génétique, terminant son mandat de 3 ans en 2015 ,,. En 2016, il reçoit la Croonian Medal & Lecture et la Waddington Medal. Coen est membre de la Faculté de 1000 .